# Froncysyllte
Froncysyllte är en by i Wrexham i Wales. Byn är belägen 11 km 
från Wrexham. Orten har 604 invånare (2018).